# Allan Green
Allan Hjalmar Green, född 5 mars 1910 i Landskrona i Malmöhus län, död 29 december 1993 i Lund, var en svensk präst och författare.
Green avlade studentexamen i Hälsingborg 1928, teologie kandidatexamen i Lund 1933, teologie licentiatexamen 1964 och filosofie kandidatexamen 1964. Han prästvigdes 1933 och var tillförordnad kyrkoherde i Bjällerup och Stora Råby 1939-1945. Green blev domkyrkokomminister i Lund 1955 och komminister i den nybildade Lunds Allhelgonaförsamling 1962. Han blev medlem av Sodalitium Majus Lundense 1955.